# Brunetto Latini

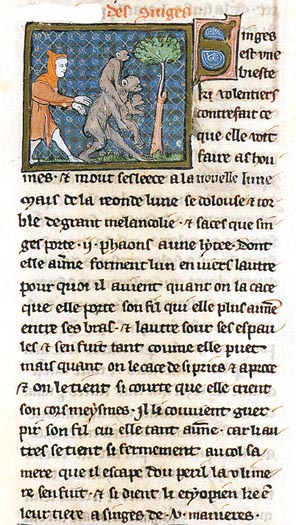
Els llibres del tresor. Llibre I. Pàgina del bestiari que descriu el mico.

Brunetto Latini (Florència, vers 1220 - 1294) va ser un notari, filòsof, i canceller de la república florentina. Va ser un personatge clau del pensament polític humanista de la baixa edat mitjana.
Era fill de Buonaccorso Latini. Membre de la facció dels güelfs, va haver d'exiliar-se després de la derrota a la batalla de Montaperti, que succeí mentre ell estava a Castella com a ambaixador a Alfons el Savi intentant d'obtenir ajuda per Florència i contra els sienesos. Va refugiar-se durant sis anys (1260-1266) a França, fins que quan els güelfs van recuperar Florència retornà a la Toscana, on ocupà diversos càrrecs.
Va adquirir prestigi com a filòsof i mestre de retòrica, i fou autor de diverses obres en prosa i vers. Mentre era a França va escriure el poema Tesoretto, en italià, i Els llibres del tresor, en francès, on es resumeix el coneixement enciclopèdic de l'època. També va traduir a l'italià la Rettorica de Ciceró.
Els darrers anys de la seva vida els dedicà a l'ensenyança. Va esdevenir amic i mestre de Dante Alighieri, que el va immortalitzar a la seva Divina Comèdia. Dante el fa aparèixer a l'Infern, al tercer anell del setè cercle on són castigats els sodomites. Resulta sorprenent que Dante acusi el seu amic d'aquest pecat especialment quan cap altra font coneguda parla de la suposada homosexualitat de Latini. És possible, però, que a l'època en què Dante escrigué la "Comèdia" aquest fos un fet àmpliament conegut a Florència i el poeta no voldria ocultar-ho demostrant que fins i tot els més grans homes també podien ser pecadors.